# 八鍬有紗
八鍬 有紗（やくわ ありさ、1995年〈平成7年〉12月16日 - ）は、日本のタレント・グラビアモデル・DJ・元レースクイーンである。DJとしての名義は「DJ ALLISA」。
愛知県刈谷市出身。プラチナムプロダクション所属。

## 略歴
刈谷市立刈谷東中学校在学中にスカウトされプラチナムプロダクションに所属。その後愛知産業大学工業高等学校に通学し、学業と並行しながら愛知と東京を行き来していたが、高校卒業と共に上京。2014年7月にはミスアクション2015にエントリーしたが、受賞はならなかった。
2015年と2016年のSUPER GTで「LEON RACING LADY」 としてレースクイーン活動を行い、2017年と2018年は「K-1 Krushガールズ」としてラウンドガールを務めた。
グラビアモデルやタレントとして活動する一方、2014年にオーディオブランド「MONSTER」のイメージガールユニット『MONSTER GIRLS』に参加したことからDJに目覚めるようになり、2015年にはフットサウンドとビクターが実施したアーティストオーディションで準優勝を獲得。JVCケンウッド・ビクターエンタテインメントからミックスアルバム2作品を配信限定でリリースしている。

## 人物・エピソード
- 小学校ではバトントワリング部[動画 4]、中学校では陸上部に入っていた[動画 5]。他に書道、和太鼓、ダンスも得意。
- 兄2人[IS 1] と弟（8歳下[8]）がいる。
- 同い年で同じ事務所に所属する蘭[9] や菅原樹里亜[IS 2] と仲が良い。蘭とは東京オートサロン[10] や平塚競輪バンクエンジェル[11] 等でも共演歴がある他、YouTubeチャンネルで「Babyeees!!」（ベイビーズ）というユニットを組んでいる。
- 学生時代は「egg」「Happie nuts」モデルだった越川真美に憧れており、2014年4月1日にEX THEATER ROPPONGIで行われた『GIRL'S BLOGGER STYLE in 六本木』[9][12] を観覧した際は、越川との2ショット写真を撮影して大喜びだったとのこと[9]。
- 顔の肌色がやや濃いことから、『テレビ千鳥』に出演した時は“プラチナムブラック”と呼ばれた[IS 3]。

## 作品

### 配信限定アルバム
1. BEST HIPHOP MIX 1st EDITION mixed by DJ ALLISA（2016年12月14日）
2. BEST R&B MIX 1st EDITION（2017年6月21日）

## 出演

### テレビ番組
- 内村とザワつく夜（TBS・2014年6月10日、6月17日[13]、9月2日[14] 放送分出演）
- BAZOOKA!!!（BSスカパー!・2014年11月10日放送） - 「ヤンチャな女ののど自慢」に出場[15]
- おーくぼんぼん「どこよりも早い!? 欲望の最新“水着”特集」（TBS・2015年1月24日未明放送） - 水着モデルとして出演[IS 4]
- ヨルタモリ（フジテレビ・2015年2月22日放送） 
タモリのイリュージョンをサポートするバニーガール役として西原有紀と共演[16][IS 5]
- 志村&鶴瓶のあぶない交遊録（テレビ朝日）
2016年と2017年の「英語禁止ボウリング」に出演。2016年は五郎丸歩風のコスプレで[17]、2017年は十枝梨菜と共に“ドローン美女”[IS 6][18] として登場した。
- テレ東音楽祭2016（テレビ東京、2016年6月29日放送） - 関ジャニ∞『罪と夏』歌唱中にバックで踊る水着ギャルとして参加[IS 7]
- モデルプレスナイト（Kawaiian for ひかりTV 4K、2016年 - 2019年） - 不定期出演[19]
- 全日本パリピ選手権（AbemaTV）
  - 2018年5月12日「全日本女子パリピ選手権」- 美脚No.1モデル集団[Unit 2]として出場
  - 2018年9月29日「全日本パリピ選手権」 - 美脚モデル軍団[Unit 3]として出場
- タモリ倶楽部「真夜中の静かなる寝姿の祭典NEZZZ…Oチャンピオンシップ女子フリースタイル」（テレビ朝日・2018年6月2日未明放送）[IS 9]
- 有田哲平の夢なら醒めないで（TBS）
  - 「こんなハズじゃなかった!悲しきモデルあがり美女SP」（2018年7月17日放送）- 今井華と高橋ユウ[注 1]の再現VTRに出演
  - 「人生の歯車が狂った超人気モデルSP」（2018年11月21日未明放送[注 2]） - 根本弥生と宮城舞の再現VTRに出演[22]
- お願い!ランキング「私って美人ですよね?〜なんで仕事がないんだろう??〜」（テレビ朝日・2018年7月31日未明放送）[23]
- テレビ千鳥（テレビ朝日）
  - 「日サロで黒く焼きたいんじゃ!!」（2019年5月14日未明放送）- 遠山茜子と共演[IS 3]
  - 「一番うめぇレモンサワーを作りたいんじゃ!!」（2019年6月11日未明放送）- 遠山茜子と共演
  - 「ノブに似合う水着を見つけたいんじゃ!!」（2021年7月11日放送）- 雪平莉左と共演
  - 「深夜にお引越し! 大反省会」（2022年3月27日放送）[24]
  - 「ノブに似合う水着を見つけたいんじゃ!!2024」（2024年6月28日未明放送）
- 爆笑そっくりものまね紅白歌合戦スペシャル（フジテレビ・2019年9月6日放送） 
EXIT[IS 10]、安田大サーカス[IS 11] の演目に参加。前者では長谷川佳奈[25] とも共演している。
- 梅沢富美男のズバッと聞きます!「宮根&一茂の昭和世代VS平成世代! 生討論SP」（フジテレビ・2019年9月18日放送） - 平成世代パネラーとして参加[IS 12]
- 水曜日のダウンタウン（TBS・2020年2月5日放送） - 「ダブル八百長恋愛サバイバル」に出演[IS 13]
- 月曜から夜ふかし（日本テレビ、2020年7月13日放送） - 「プラチナムおうちちくびリレー」[Unit 4]に参加
- ニューヨーク恋愛市場（AbemaTV・2022年3月29日放送） - 「女子のオチのない話上手に終わらせ王」に出場[27]
- 給与明細（2022年10月17日[28]、2023年1月9日[29]、ABEMA）
- ゴッドタン（テレビ東京、2024年7月28日未明放送） - 「第13回ネタギリッシュNIGHT」に審査員として出演

### テレビドラマ
- CRAZY（TOKYO MX、2016年10月-12月） キャバクラ嬢役（第1・2・5話のみ）
- 会社は学校じゃねぇんだよ（AbemaTV、2018年4月-6月）[1]
- あなたには帰る家がある（TBS、2018年4月-6月） 旅行代理店社員役[1]
- 絶対零度〜未然犯罪潜入捜査〜（Season3） 第3話（フジテレビ、2018年7月23日放送）[IS 15]
- ゼロ 一獲千金ゲーム 第6話（日本テレビ、2018年8月19日放送） 愛人役[IS 16]
- 神酒クリニックで乾杯を　第5話（BSテレ東、2019年2月16日放送）- 青山めぐと共演[30][31]
- LINEの答えあわせ〜男と女の勘違い〜（読売テレビ、2020年2月）[32]
- 伝説のお母さん 第5話（NHK総合、2020年2月29日放送）[33]
- 俺たちはあぶなくない〜クールにさぼる刑事たち（MBS、2020年9月-10月）[34]
- だから殺せなかった 第2話（WOWOW、2022年1月16日）
- ファイトソング 第6話（2022年2月15日、TBS）- キャバ嬢 役
- ホスト相続しちゃいました 第3話・第9話（2023年5月3日・6月13日、関西テレビ・フジテレビ） - 麗華 役
- 婚活1000本ノック 第8話（2024年3月6日、フジテレビ）- ヤンキー 役
- ギークス〜警察署の変人たち〜 第2話（2024年7月11日、フジテレビ） - 証言者 役
- ライオンの隠れ家 第1話（2024年10月11日、TBS） - 市役所利用者 役[35]
- なんで私が神説教 第1話（2025年4月12日、日本テレビ） - ギャル妊婦 役[36]
- ダメマネ! -ダメなタレント、マネジメントします- 第2話（2025年4月27日、日本テレビ） - 女性 役

### 映画
- OVER DRIVE（2018年・羽住英一郎監督）[37]
- 銀魂2 掟は破るためにこそある（2018年・福田雄一監督）- 花魁役[38]
- 愛唄 -約束のナクヒト-（2019年・川村泰祐監督）[39]
- 記憶にございません!（2019年・三谷幸喜監督）[40]
- ミッドナイトスワン（2020年・草彅剛主演） - 看護師役[41]
- マッチング（2024年・内田英治監督）

### イメージガール等
- MONSTER GIRLS（2014年 - 2015年）[Unit 1]
- SUPER GT「LEON RACING LADY」（2015年 - 2016年）[Unit 5]
- 平塚競輪バンクエンジェル（2015年 - 2017年）[11]
- K-1 Krush Girls（2017年 - 2018年）[1][5]
- ミネルバコスメティックス「くんくんガールズ」（2019年）[Unit 6]

### イベント
- 東京モーターサイクルショー2014「ユピテル」ブースコンパニオン
- 東京ゲームショウ2014・2017「Dell/ALIENWARE」ブースコンパニオン[43][IS 17]
- 東京オートサロン2016・2017・2018「トヨタ・モデリスタ」ブースモデル[Unit 7]
- ブシロード DJ LIVE Vol.2（2019年4月5日、STUDIO COAST） - DJ ALISSAとして[IS 18]
- D4DJ 1st LIVE（2019年7月20日 - 21日、幕張メッセ） - DJ ALISSAとして[46]

### CM
- 森永製菓「おっとっと×TAKATSU-KING編」（2017年）[IS 19]
- BULK HOMME（2017年）[IS 20]
- au「ひかりホーム5ギガ」（2018年） - 蝶野正洋と共演[IS 21]
- 脱毛サロン「シースリー」（2018年） - 筧美和子と共演[IS 22]
- 日本郵政「年賀状印刷編」（2018年11月 - 12月） - 櫻井翔と共演[IS 23]

### ミュージックビデオ
- ANARCHY「WHATEVER」（アルバム『BLKFLG』所収、2016年）[IS 24]
- 大黒摩季「Lie,Lie,Lie,」（2017年）[IS 25]
- Candy Foxx「LAKILAKI WASABI」（2021年） - 赤鬼役で出演[IS 26]

### ユニットメンバー
1. 1 2  鴨川真衣・森田絢奈・樽見麻緒・八鍬有紗[6]
2. ↑  松山英礼奈、八鍬有紗、坂本くるみ、蘭[IS 8]
3. ↑  八鍬有紗、松山英礼奈、蘭、沖舘唯[20]
4. ↑  八鍬有紗、保科凛、ひかぷぅ、青山めぐ[IS 14][26]
5. ↑  2015年：秋山なお、坂本くるみ、八鍬有紗、安田七奈[3]
2016年：市原彩花、忍野さら、松瀬結衣、八鍬有紗[4]
6. ↑  月城まゆ、久松かおり、八鍬有紗[42]
7. ↑  2016年：上野カエリ、永澤やすよ、八鍬有紗、蘭、佐藤詩織、光部るる[10]
2017年：五十川ちほ、八鍬有紗、蘭、沢茉莉江、さわいえり[44]
2018年：八鍬有紗、東山桜子、一嶋かな、赤江莉緒[45]

#### インスタ
1. ↑  八鍬有紗 [@arisa_yakuwa] (2018年4月30日). "兄ちゃんが2人と中学生の弟がいるよー!!". Instagramより2022年4月24日閲覧。
2. ↑  菅原樹里亜 [@juria_sugawara] (2021年9月5日). "Dear friend♡♡♡". Instagramより2022年4月24日閲覧。
3. 1 2  八鍬有紗 [@arisa_yakuwa] (2019年5月14日). "「テレビ千鳥」出演させていただきました! うちのマネージャーさんも黒すぎて、プラチナムブラックと言われる結末。笑". Instagramより2022年4月24日閲覧。
4. ↑  八鍬有紗 [@arisa_yakuwa] (2015年4月1日). "おーくぼんぼん見てくれた方ありがとうございました! わたしが着てる水着は、、EMODAです!". Instagramより2022年4月24日閲覧。
5. ↑  八鍬有紗 [@arisa_yakuwa] (2015年2月23日). "イリュージョン!番組見てくれた方ありがとう♥ #ヨルタモリ". Instagramより2022年4月24日閲覧。
6. ↑  八鍬有紗 [@arisa_yakuwa] (2017年1月3日). "「志村&鶴瓶のあぶない交遊録」…今年はドローン美女でした". Instagramより2022年4月23日閲覧。
7. ↑  八鍬有紗 [@arisa_yakuwa] (2016年6月29日). "「テレ東音楽祭2016」関ジャニ∞さんの罪と夏いい曲すぎる!ヒョウ柄強めの"そーですね"ギャルは私です。笑". Instagramより2022年4月24日閲覧。
8. ↑  八鍬有紗 [@arisa_yakuwa] (2018年5月14日). "『全日本女子パリピ選手権』". Instagramより2022年4月24日閲覧。
9. ↑  八鍬有紗 [@arisa_yakuwa] (2018年6月3日). "先日の「タモリ俱楽部」寝姿選手権の動画、フルで載せておくから見てねー". Instagramより2021年9月29日閲覧。
10. ↑  八鍬有紗 [@arisa_yakuwa] (2019年9月7日). "「爆笑そっくりものまね紅白歌合戦スペシャル」EXITさんのロコローションのコーナーに出演しました!". Instagramより2021年10月6日閲覧。
11. ↑  八鍬有紗 [@arisa_yakuwa] (2019年9月8日). "「爆笑そっくりものまね紅白歌合戦スペシャル」水曜日のダウンタウンのコーナーに出演しました!". Instagramより2021年10月6日閲覧。
12. ↑  八鍬有紗 [@arisa_yakuwa] (2019年9月18日). "このあと21:00〜「梅沢富美男のズバッと聞きます!」2時間生放送に出演します". Instagramより2021年10月6日閲覧。
13. ↑  八鍬有紗 [@arisa_yakuwa] (2020年2月6日). "「水曜日のダウンタウン」八百長恋愛サバイバル". Instagramより2021年9月29日閲覧。
14. ↑  保科凛 [@hoshina_rin] (2020年7月14日). "青山めぐさんのおうちちくびリレー #青山めぐ さん#ひかぷぅ ちゃん #八鍬有紗 ちゃん とてもたのしかったまたやりたい". Instagramより2021年9月29日閲覧。
15. ↑  八鍬有紗 [@arisa_yakuwa] (2018年7月23日). "7/23(月)21:00〜フジテレビ『絶対零度』第3話に出演させていただきます!". Instagramより2022年4月24日閲覧。
16. ↑  八鍬有紗 [@arisa_yakuwa] (2018年8月20日). "昨日、放送のドラマ『ゼロ 一攫千金ゲーム』6話に在全(梅沢富美男さん)の愛人役として出演させていただきました". Instagramより2022年4月24日閲覧。
17. ↑  八鍬有紗 [@arisa_yakuwa] (2017年9月24日). "東京ゲームショウ 4日間ありがとうございました!". Instagramより2021年9月29日閲覧。
18. ↑  八鍬有紗 [@arisa_yakuwa] (2019年4月6日). "「ブシロード DJ LIVE Vol.2」ご来場ありがとうございました". Instagramより2022年4月24日閲覧。
19. ↑  八鍬有紗 [@arisa_yakuwa] (2017年5月18日). "共に35周年を迎える「おっとっと×TAKATSU-KING」のコラボCMに出演させていただきました!!". Instagramより2022年4月24日閲覧。
20. ↑  八鍬有紗 [@arisa_yakuwa] (2017年7月24日). "メンズコスメのブランド「BULK HOMME」(バルクオム)のCMに出演させていただきました". Instagramより2022年4月24日閲覧。
21. ↑  八鍬有紗 [@arisa_yakuwa] (2018年4月3日). "超高速インターネット『auひかりホーム5ギガ』WebCMに出演させていただきました". Instagramより2022年4月24日閲覧。
22. ↑  八鍬有紗 [@arisa_yakuwa] (2018年4月14日). "脱毛サロン「シースリー」さんのCMに出演させていただきました!". Instagramより2022年4月24日閲覧。
23. ↑  八鍬有紗 [@arisa_yakuwa] (2018年11月24日). "【告知】今 地上波で放送中の『日本郵政』のCMに出演させていただいてます!". Instagramより2022年4月24日閲覧。
24. ↑  八鍬有紗 [@arisa_yakuwa] (2016年9月27日). "ANARCHYさんの新曲である「WHATEVER」に、少し出させていただきましたっ～～". Instagramより2021年9月30日閲覧。
25. ↑  八鍬有紗 [@arisa_yakuwa] (2017年9月27日). "本日より公開の大黒摩季さんの新曲『Lie,Lie,Lie』のPVに出演させていただきました". Instagramより2021年9月29日閲覧。
26. ↑  八鍬有紗 [@arisa_yakuwa] (2021年8月25日). "Candy Foxxさんの新曲『LAKILAKI WASABI』に赤鬼役で出演させて頂きました♥". Instagramより2021年9月30日閲覧。

#### 動画
1. ↑  Babyeees!! 【自己紹介】Babyeees!!（ベイビーズ）です! - YouTube（2019年6月26日）2021年9月29日閲覧。
2. ↑  ALLISA official 【ものまねメイク】100均アイテムで○○になれるのか!? - YouTube（2020年4月22日）2021年9月29日閲覧。
3. ↑  ミスアクション2015候補生 八鍬有紗 - YouTube（2014年7月24日）2021年9月29日閲覧。
4. ↑  ALISSA official 【対談】兄貴に聞いた私の過去。暴露しちゃいます!! - YouTube（2020年5月13日）2021年9月29日閲覧。
5. ↑  ALLISA official 【思い出】実家に保管してる大事なモノ紹介!! - YouTube（2020年5月27日）2021年9月29日閲覧。